# Händel-Preis
Der Händel-Preis (offiziell: Händel-Preis der Stadt Halle, vergeben durch die Stiftung Händel-Haus) ist ein 1959 als Händelpreis des Bezirkes Halle ausgelobter Musikpreis. Er wird seit 2009 in Abstimmung mit dem Händel-Haus und der Stadt Halle (Saale) anlässlich der jährlichen Händel-Festspiele vergeben. Nach einer zweijährigen Pause firmierte er von 1993 bis 2008 als Händelpreis der Stadt Halle. Unter den Preisträgern waren in der DDR führende Kulturschaffende Mitteldeutschlands. Nach einer „Internationalisierung“ und einem Preisgeldanstieg auf 10.000 Euro wird der Preis mittlerweile als Ehrenpreis vergeben.

## Geschichte
Der Händelpreis des Bezirkes Halle (auch: Händelpreis des Rates des Bezirkes Halle) wurde erstmals 1959 vergeben. Unter den Preisträgern waren Musiker, Sänger und Komponisten. Daneben wurden Regisseure und Musikwissenschaftler, Bildhauer und Maler sowie Schriftsteller ausgezeichnet. Weiterhin wurden Musikorganisatoren und Kulturpolitiker geehrt. Schließlich erhielten die Auszeichnung auch Chöre / Musikgruppen und andere künstlerisch wirkende Kollektive. Neben mitteldeutschen Persönlichkeiten wurden teilweise auch westliche Künstler und Musikwissenschaftler ausgezeichnet.
Der Preis war mit einer Geldprämie dotiert. Die Preisträger erhielten dazu eine Bronzemedaille mit einem Durchmesser von 10 cm. Die Medaille wurde 1959 durch den Bildhauer Gerhard Lichtenfeld von der Hochschule für industrielle Formgestaltung Halle – Burg Giebichenstein entworfen. Auf der Vorderseite war das Händel-Profil mit Allongeperücke sowie die Signaturen „G·Friedrich Händel“ und „G·L“ zu sehen. Auf der Rückseite fand man die Inschrift „Händelpreis des Rates des Bezirkes Halle“ vor.
Nach einer zweijährigen Pause wurde ab 1993 der Händelpreis der Stadt Halle vergeben. Er war mit 20.000 D-Mark dotiert. Jedes Jahr wurde nur noch ein Preisträger ausgezeichnet. Unter den zum Teil internationalen Empfängern des Preises waren nunmehr ausnahmslos Künstler und Musikwissenschaftler.
Die nachmalige Schmuckdesignerin Silke Plathe schuf für die Händelpreise 1994 ff. eine 4 × 3,5 cm große Anstecknadel, die aus Gold und Email verbunden ist. Auf der Vorderseite ist ein durchgestrichener Takt aus dem Autograph zum Händel-Oratorium Messiah (HWV 56, deutsch: Der Messias), Erster Teil, 5. Accompagnato (Bass): Thus saith the Lord (deutsch: „So spricht der Herr“) und das Wappen der Stadt Halle zu sehen. Auf der Rückseite steht die Zahl „900“.
2008 wurde der Preis der Stiftung Händel-Haus anvertraut, wobei der Fachbeirat Vorschlagsrecht hat und das Kuratorium den Beschluss fasst. Der Preis selbst wird durch den Oberbürgermeister der Stadt Halle als Ehrenpreis ausgehändigt, seit 2011 nennt er sich Händel-Preis der Stadt Halle, vergeben durch die Stiftung Händel-Haus. In der Satzung heißt es, dass den Händelpreis „Einzelpersönlichkeiten und Ensembles für herausragende künstlerische, wissenschaftliche oder kulturpolitische Leistungen, soweit diese in einem Zusammenhang mit der Händel-Pflege stehen“ bekommen.

## Preisträger

### Händelpreis des Bezirkes Halle (1959–1990)
- 1959: Philine Fischer, Helmut Koch, Walther Siegmund-Schultze, Johanna Rudolph + Orchester des Halleschen Theaters des Friedens
- 1960: Heinz Beberniß, Willi Lautenschläger, Willi Neubert, Anneliese Pietschmann, Arno Rammelt, Werner Reinowsky, Konrad Sasse, Otto Schutzmeister + Arbeiterballett Buna, Arbeitertheater in Leuna, Staatliches Sinfonieorchester Halle
- 1961: Albert Gabriel, Julie Harksen, Alfred Hetschko, Horst-Tanu Margraf, Karl Erich Müller, Hans Pischner, Heinz Röttger, Max Schneider, William C. Smith, Percy M. Young + Kollektiv der Germanisten der Universität Halle (Dietrich Allert, Dieter Heinemann, Günter Hartung, Wolfgang Friedrich), Volkschor Halle
- 1962: Jutta Bartels, Heinz Bräuer, Alan Bush, Horst Förster, Karl Kleinig, Ernst Hermann Meyer, Erich Müller, Wilhelm Schmied, Dieter Streithof, Mária Vermes, Gerhard Voigt, Gerhard Wohlgemuth
- 1963: Bernhard Franke, Kurt Hübenthal, Hans Lorbeer, Werner Rackwitz + Kollektiv des Mitteldeutschen Verlages Halle, Ludwig-Schuster-Quartett (Ludwig Schuster, Georg Hanstedt, Walter Ziegler, Otto Kleist)
- 1964: Wolfgang Hudy, Renate Krahmer, Hans-Martin Nau, Heinz Rückert, Isolde Schubert, Willy Sitte, Werner Steinberg + Collegium instrumentale Halle
- 1965: Oswald Arlt, Fritz Bressau, Rose Maria Kuban, Jens Peter Larsen, Gerhard Lichtenfeld, Gerd Neglik, Gertrud Sasse, Hans Stieber, Martin Wetzel + Kabarett „Die Taktlosen“
- 1966: Claus Haake, Hans-Joachim Mrusek + Orchester des Landestheaters Dessau
- 1967: Washa Gwacharija, Richard Paulick, Rosemarie Streithof + Kollektiv des Amateurfilmstudios des Elektrochemischen Kombinats Bitterfeld
- 1968: Siegfried Bimberg, Kurt Böwe, Hermann Kant, Horst Schönemann + Arbeitertheater des Klubhauses der Gewerkschaften
- 1969: Werner Heiduczek, Edgar Külow, Gerhard Schober, Hannes H. Wagner + Blasorchester des Standortmusikkorps des MdI Halle, Arbeitersinfonieorchester Klubhaus der Gewerkschaften Halle, Chor des VEB Chemische Werke Buna
- 1970: Erwin Ernst, Waldtraut Lewin + Blasorchester des Thomas-Müntzer-Schachtes Sangerhausen, Kollektiv „Monument 25 Jahre demokratische Bodenreform“ (Gerhard Berndt, Herbert Gebhardt, Max Kurzawa, Gerhard Lichtenfeld, Dieter Rex)
- 1971: Horst Deichfuß, Rolf Kiy + Arbeiterjugendklub des Kreiskulturhauses „Maxim Gorki“ Wittenberg, Opernensemble des Landestheaters Halle (Wolfgang Kersten, Thomas Sanderling, Wolfgang Nötzold)
- 1972: Edith Brandt, Peter Schreier + Männerchor „Vorwärts“ des Mannsfeldkombinates „Wilhelm Pieck“ Hettstedt
- 1973: Olaf Koch, Erik Neutsch + Bezirksmusikkorps „Fritz Weineck“ der FDJ-Bezirksorganisation Halle, Hallenser Madrigalisten
- 1974: Helga Duty, Rosemarie Rataiczyk, Werner Rataiczyk + Arbeiterjugend-Singeklub „Freundschaft“ Dessau, Tanzpaar Peter Boehm und Sonja Dubina-Boehm
- 1975: Joachim Rähmer, Wolfgang Rumpf, Hans Jürgen Wenzel + Kollektiv Händelinterpreten des Landestheaters Halle (Christa Hilpisch, Jürgen Krassmann, Violetta Madjarowa, Hans-Jürgen Wachsmuth)
- 1976: Theo Adam, Käthe Röschke (Altistin), Gustav Schmahl, Hans-Georg Werner + Arbeiterjugendsingeclub der FDJ Leuna, Hallesche Philharmonie mit Robert-Franz-Singakademie und Stadtsingechor Halle, Kollektiv Händelinterpreten am Landestheater Halle (Werner Hasselmann, Barbara Hoene, Fred Teschler)
- 1977: Gerd Domhardt, Gerhard Geyer, Richard Stephan + Kollektiv des Händel-Hauses, Klubrat des Arbeiterjugendklubs am Theater „Junge Garde“ Zirkel Bildnerisches Volksschaffen im Chemiekombinat Bitterfeld
- 1978: Karl Meyer, Manfred Otte, Werner Süß + Dorfklub Molmerswende, FDJ-Chor Erweiterte Oberschule Schulpforta
- 1979: Bernd Baselt, Hans Pflüger, Hans-Jürgen Steinmann + Chor der Huttenschule Halle, Solistenkollektiv des Opernensembles am Landestheater Halle (Elisabeth Hinze, Petra-Ines Strate, Jürgen Trekel)
- 1980: Dietrich Sommer, Bernt Wilke, Karin Zauft + Kollektiv des Fernsehstudios Halle, Kinder- und Jugendballett der Filmfabrik Wolfen
- 1981: Hanna John, Christian Kluttig, Irmtraud Ohme, Ursula Sievers, Manfred Jendryschik + Stadtsingechor Halle
- 1982: Werner Peter, Jutta Peters, Heike Plaumann + Singeklub „Impuls“ der Martin-Luther-Universität Halle-Wittenberg, Tanzorchester „Schwarz-Weiß“ Halle
- 1983: Karin Gittel, Bernd Leistner, Otto Möhwald, Heinz Sachs + Chor des Walzwerkes Hettstedt im Mansfeld-Kombinat
- 1984: Walter Danz, Günther Kuhbach, Claus Nowak, Peter Rosen + Harzensemble am Klubhaus des VEB Eisen- und Hüttenwerke Halle
- 1985: Rüdiger Bernhardt, J. Merrill Knapp, Dietrich Knothe, Hermann Christian Polster, Wolfgang Unger, Hans-Günther Wauer + Inszenierungskollektiv „Floridante“ (Werner Hintze, Peter Konwitschny, Kathrin Mentzel, Karin Zauft), Das Gestaltungskollektiv „Händelhaus“, Gemeinsamer Chor des Energiekombinates und des Wohnungsbaukombinates Halle
- 1986: Andreas Baumann, Wolfgang Hütt, Gerhard Neumann, Anneliese Probst, Edwin Werner, Chor des Klubhauses „Marx-Engels“ des VEB Hydrierwerk Zeitz
- 1987: Dorothea Köhler, Else Kobe, Ronald Kobe, Johannes Künzel, Eduard Melkus, Siegfried Voß + Kammerchor „Madrigal“ vom Klubhaus der Bergarbeiter Eisleben
- 1988: Alfred Thomas Müller, Gerhard Neumann, Uwe Pfeiffer, Dietrich Schlegel, Sabine Bauer, Manfred Wipler
- 1989: Rolf Colditz, Horst Irrgang, Annette Markert, Manfred Rätzer + Tanzensemble des VEB Förderanlagen- u. Kranbau Köthen
- 1990: Terence Best, Helmut Brade, Thomas Reuter, Rudolf Stange + Hallesches Consort

### Händelpreis der Stadt Halle (1993–2008)
Nach der Wende wurde der Händelpreis für zwei Jahre nicht vergeben.
- 1993: Nicholas McGegan
- 1994: Axel Köhler
- 1995: Winton Dean
- 1996: Howard Arman
- 1997: Emma Kirkby
- 1998: Helmut Gleim
- 1999: Trevor Pinnock
- 2000: Donald James Burrows
- 2001: Sir John Eliot Gardiner
- 2002: Jean-Claude Malgoire
- 2003: Marc Minkowski
- 2004: Wolfgang Katschner
- 2005: Stanley John Sadie (posthum)
- 2006: Klaus Froboese
- 2007: Paul Goodwin
- 2008: Christopher Hogwood

### Händelpreis der Stadt Halle (seit 2009)
(vergeben durch die Stiftung Händel-Haus)
- 2009: Jordi Savall
- 2010: Cecilia Bartoli
- 2011: Wolfgang Ruf
- 2012: Ragna Schirmer
- 2013/14 Magdalena Kožená
- 2015: Philippe Jaroussky
- 2016: Romelia Lichtenstein
- 2017: Vivica Genaux
- 2018: Joyce DiDonato
- 2019: Silke Leopold
- 2020: Valer Sabadus
- 2021: Andrea Marcon
- 2022: Wolfgang Hirschmann
- 2023: Anna Bonitatibus